# Zlaté maliny za rok 1980
1. ročník Zlaté maliny za rok 1980 se konal 31. března 1981 v obýváku zakladatele Johna Wilsona, aby se ocenilo to nejhorší, co filmový průmysl mohl v roce 1980 nabídnout. Ve stejný večer probíhal i 53. ročník udílení Oscarů. Každá kategorie obsahovala až deset nominovaných. V následujícím roce byl počet snížen na pět, aby se více zrcadlily Oscary.

## Nominace a vítězové
Vítězové v dané kategorii jsou uvedeni tučně.
| Nejhorší film | Nejhorší režie |
| --- | --- |
| Can't Stop the Music (Associated Film Distribution) - Na lovu (Lorimar Productions, United Artists) - Záhadný vzorec (MGM, United Artists) - Pátek třináctého (Paramount Pictures) - Nahá bomba (Universal Studios) - The Jazz Singer (Associated Film Distribution) - Vyzvednutí Titaniku (Associated Film Distribution) - Saturn 3 (Associated Film Distribution) - Windows (United Artists) - Xanadu (Universal Studios)                                                                              | Robert Greenwald – Xanadu - John G. Avildsen – Záhadný vzorec - Brian De Palma – Oblečen na zabíjení - Richard Fleischer – The Jazz Singer - William Friedkin – Na lovu - Stanley Kubrick – Osvícení - Michael Ritchie – Ostrov - John Trent – Middle Age Crazy - Nancy Walker – Can't Stop the Music - Gordon Willis – Windows |
| Nejhorší herec | Nejhorší herečka |
| Neil Diamond – The Jazz Singer jako Yussel Rabinovitch/Jess Robin - Michael Beck – Xanadu jako Sonny Malone - Robert Blake – Bláznivá cesta jako Charles Callahan - Michael Caine – Oblečen na zabíjení a Ostrov jako Dr. Robert Elliott/Bobbi a Blair Maynard - Kirk Douglas – Saturn 3 jako Adam - Richard Dreyfuss – Soutěž jako Paul Dietrich - Anthony Hopkins – Sezóna proměn jako Adam Evans - Bruce Jenner – Can't Stop the Music jako Ron White - Sam J. Jones – Flash Gordon jako Flash Gordon | Brooke Shields – Modrá laguna jako Emmeline - Nancy Allen – Oblečen na zabíjení jako Liz Blake - Faye Dunawayová – První smrtelný hřích jako Barbara Delaney - Shelley Duvall – Osvícení jako Wendy Torrance - Farrah Fawcett – Saturn 3 jako Alex - Sondra Locke – Bronco Billy jako Antoinette Lily - Olivia Newton-Johnová – Xanadu jako Kira - Valerie Perrine – Can't Stop the Music jako Samantha Simpson - Deborah Raffin – Dotek lásky jako Lena Canada - Talia Shire – Windows jako Emily Hollander |
| Nejhorší herec ve vedlejší roli | Nejhorší herečka ve vedlejší roli |
| John Adames – Gloria jako Phil Dawn (společně) Laurence Olivier – The Jazz Singer jako Cantor Rabinovitch (společně) - Marlon Brando – Záhadný vzorec jako Adam Stieffel - Charles Grodin – Jako za starých časů jako Ira Parks - David Selby – Vyzvednutí Titaniku jako Dr. Gene Seagram | Amy Irving – Znovu na cestě jako Lily Ramsey - Elizabeth Ashley – Windows jako Andrea Glassen - Georg Stanford Brown – Blázni ve vězení jako Rory Schutlebrand - Betsy Palmer – Pátek třináctého jako paní Pamela Voorhees - Marilyn Sokol – Can't Stop the Music jako Lulu Brecht |
| Nejhorší scénář | Nejhorší originální píseň |
| Can't Stop the Music – Bronte Woodard and Allan Carr - Sezóna proměn – Erich Segal a Ronni Kern a Fred Segal - Na lovu – William Friedkin - Záhadný vzorec – Steve Shagan - Jsem na řadě – Eleanor Bergstein - Middle Age Crazy – Carl Kleinschmidt - Vyzvednutí Titaniku – Adam Kennedy a Eric Hughes, podle novely Clive Cussler - Dotek lásky – Hesper Anderson - Windows – Barry Siegel - Xanadu – Richard C. Danus a Marc R. Rubel                                                                  | "The Man with Bogart's Face" ze The Man with Bogart's Face – hudba George Duning; texty Andrew Fenady - "(You) Can't Stop the Music" ze Can't Stop the Music – hudba a texty Jacques Morali - "Suspended in Time" ze Xanadu – hudba a texty John Farrar - "Where Do You Catch the Bus for Tomorrow?" ze Sezóna proměn – hudba Henry Mancini; texty Marilyn Bergman a Alan Bergman - "You, Baby, Baby!" ze The Jazz Singer – hudba a texty Neil Diamond                                                       |